# کاپا مار
کاپا مار یک ستاره است که در صورت فلکی مار قرار دارد.